# Prusice (Polen)
Prusice (Duits: Prausnitz) is een stad in het Poolse woiwodschap Neder-Silezië, gelegen in de powiat Trzebnicki. De oppervlakte bedraagt 10,94 km², het inwonertal 2216 (2005).

## Verkeer en vervoer
- Station Prusice